# Logements d'Électricité de France à Ivry-sur-Seine
Les Logements d'Électricité de France, situés 42 boulevard du Colonel-Fabien à Ivry-sur-Seine sont des tours d'habitation conçues par l'architecte Pierre Riboulet et l'Atelier de Montrouge dans les années 1960 comme des maisons superposées suivant un principe de rotation. Ils sont représentatifs de la réflexion menée par ces architectes autour du logement collectif.

## Description
Les deux tours, reliées par des garages, sont formées sur un plan identique: les appartements, tous semblables, occupent chacun un étage, et sont desservis par un noyau central abritant les escaliers et ascenseurs. La seule différence d'un niveau à l'autre est l'orientation du plan, pivotant d'un quart de tour à chaque changement de niveau.

## Historique

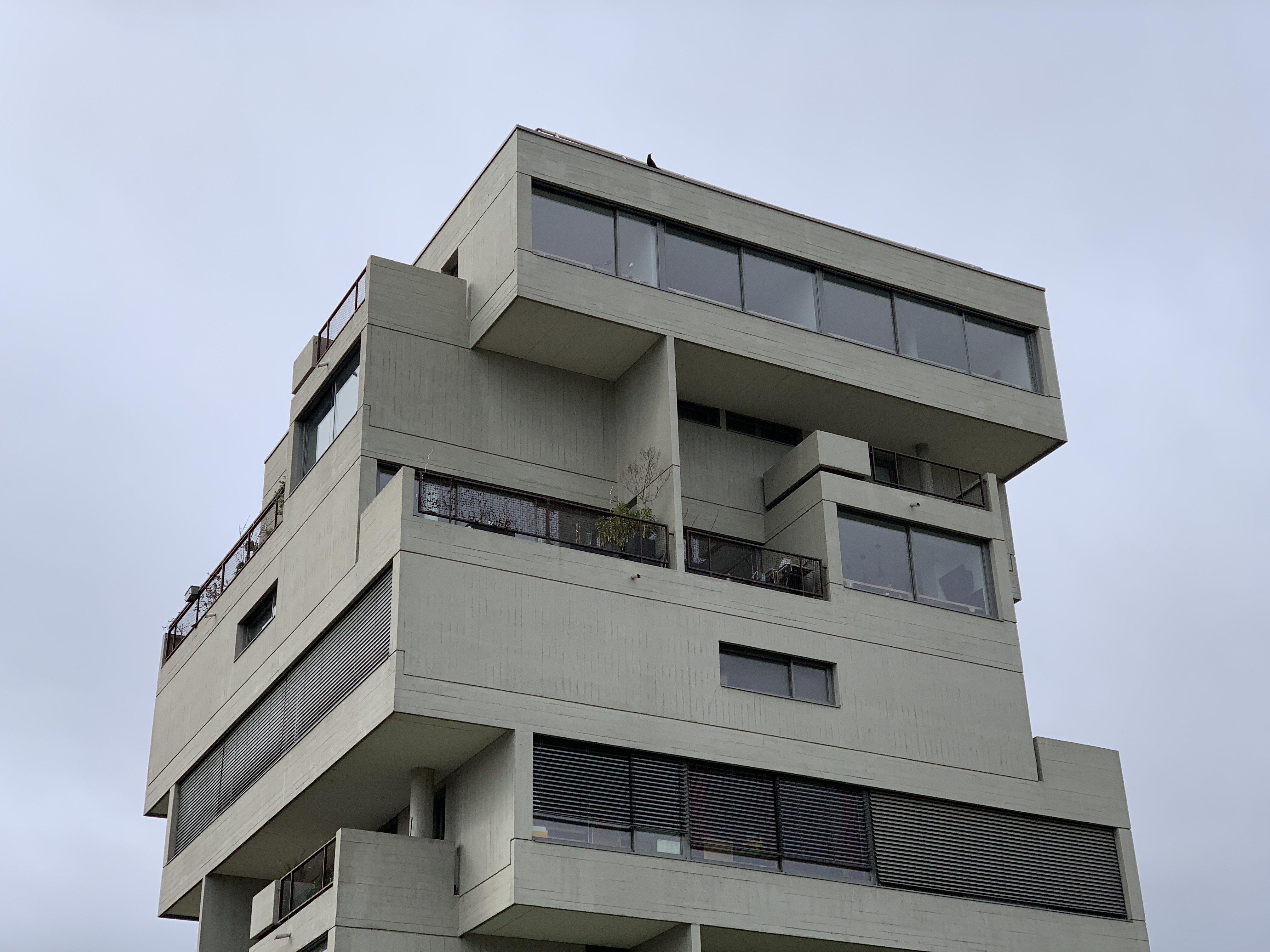
Terrasses de l'Atelier de Montrouge.

En 1963, Électricité de France souhaite loger les cadres travaillant à la centrale thermique d'Ivry-Port, et pour cela commande douze pavillons à l'Atelier de Montrouge, destinés à être achevés en 1967.
Ils sont aujourd’hui appelés « Terrasses de l’Atelier ». Ils sont inscrits depuis 2003 à l'inventaire supplémentaire des monuments historiques.
En 2015, ils ont été rénovés par l'Atelier d'urbanisme et d'architecture et Paul Chemetov dans le cadre du programme d'urbanisme Ivry Confluences,.